# ピライオス
ピライオス（古希: Φίλαιος, Philaios）は、ギリシア神話の人物である。トロイア戦争でサラミース島の軍勢を率いて戦った大アイアースの子で、エウリュサケースと兄弟。異母兄弟にアイアンティデースがいる。パウサニアスはピライオスをエウリュサケースの子であるとしている。
ヘーロドトスはピライオスがアテーナイの市民権を得た最初のサラミース島のアイアキダイであると述べ、プルタルコスはピライオスとエウリュサケースが市民権と引き換えにサラミース島をアテーナイに与え、前者はブラウロンに、後者はメリテに移住したと述べている。パウサニアースはエウリュサケースの子のピライオスがそれを行ったとしている。この出来事により、アテーナイでは大アイアースとエウリュサケースの祭祀が行われ、市内に両者の祭壇が設けられた。
アテーナイの貴族ピライダイはピライオスの子孫とされ、ミルティアデース、キモーン、トゥーキュディデース、アルキビアデースなどがこの家系に属している。

## その他の人物
- エーペイロス地方のモロッシア（英語版）の王ムーニコスの子[7]。